# 十川站 (高知縣)
十川站（日语：／ Tōkawa eki */?）是一位於日本高知縣高岡郡四萬十町十川、隸屬於四國旅客鐵道（JR四國）的鐵路車站。車站編號為G32。附近有較多民居，因此每天的平均客量算是予土線中較多的一個站。

## 車站結構
本站為簡易車站設計，並不設有站舍，出入口並不是位於路面，而是先經過一層樓梯到達平台後才到達。旁邊建有和土佐昭和站相同，由前十和町所興建的三角形的「十川物產觀光中心」，可是此中心現時處於空置狀態，既沒有職員駐守，亦沒有人負責車票發售事宜，因此如果由本站乘車，須於上車時取票。建築物當開放時，可以用作候車室之用，但遇上閉門時，則只可以在月台上的候車亭等候。在觀光中心對面有洗手間；另外在路面層則有單車停泊處。
跟土佐大正站的設計完全相同，車站出入口位處月台下方，因此在下山坡挖掘出一條通道，再往上鑿建樓梯通往月台。本站上月台皆為梯級，並不如土佐昭和站般以斜道為主。另外，當到達月台後，並非跟土佐大正站一樣和有蓋候車亭相連，而是需要經過一段露天路段。
設有島式月台1個，能提供1面2線的配置，不設月台編號，列車可在本站交換。進出月台為向土佐昭和站方向。兩邊的路軌轉換器皆屬Y型。所以並不存在主副軌之分。
月台的有效長度為3卡。雖然路軌上有標示4卡停車位，但月台的長度並不足以容納4卡列車。靠近山坡的為上行月台；靠近馬路崖邊的為下行月台。

### 月台配置
| 月台                | 路線    | 方向     | 目的地             |
| ------------------- | ------- | -------- | ------------------ |
| 上行月台 （近山邊） | ■予土線 | （上行） | 窪川方向           |
| 下行月台 （近崖邊） | ■予土線 | （下行） | 江川崎、宇和島方向 |

## 歷史
- 1974年3月1日：路線伸延至若井站時開業。
- 1987年4月1日：日本國鐵分割民營化，車站的營運由JR四國繼承。

## 使用狀況
根據國土交通省「國土數值情報」，以下為1日平均上下車人次：
| 年度 | 1日平均 乘車人次 | 1日平均 乘車人次 |
| ---- | ---------------- | ---------------- |
| 2011 | 46               |                  |
| 2012 | 34               |                  |
| 2013 | 30               |                  |
| 2014 | 20               |                  |
| 2015 | 20               |                  |
| 2016 | 22               |                  |
| 2017 | 16               |                  |
| 2018 | 20               |                  |
| 2019 | 20               |                  |
| 2020 | 20               |                  |
| 2021 | 14               |                  |
| 2022 | 18               |                  |

## 相鄰車站
四國旅客鐵道（JR四國）
■予土線
土佐昭和（G31）－十川（G32）－半家（G33）

## 外部連結
- JR四國十川站 （页面存档备份，存于）